# Allemagne aux Jeux olympiques d'été de 2008
L'Allemagne participe aux Jeux olympiques d'été de 2008 à Pékin.

## Liste des médaillés allemands

### Médailles d'or
| Sport               | Discipline                   | Sportifs | Performance  |
| Médailles d'or : 16 |                              | |              |
| Équitation          | Concours individuel          | Hinrich Romeike |              |
| Équitation          | Concours par équipes         | Peter Thomsen Frank Ostholt Hinrich Romeike Ingrid Klimke Andreas Dibowski |              |
| Équitation          | Dressage par équipes         | Heike Kemmer Nadine Capellmann Isabell Werth |              |
| Escrime             | Fleuret individuel (H)       | Benjamin Kleibrink |              |
| Escrime             | Épée individuelle (F)        | Britta Heidemann |              |
| Haltérophilie       | Plus de 105 kg (H)           | Matthias Steiner | 461 kg       |
| Hockey aur gazon    | Hommes                       | Matthias Witthaus Philipp Zeller Christopher Zeller Benjamin Wess Christian Schulte Carlos Nevado Niklas Meinert Florian Keller Philip Witte Tibor Weissenborn Jan-Marco Montag Maximilian Müller Oliver Korn Sebastian Biederlack Moritz Fürste Tobias Hauke Timo Wess Max Weinhold |              |
| Judo                | Moins de 81 kg (H)           | Ole Bischof |              |
| Kayak               | 1 000 m kayak biplace K2 (H) | Martin Hollstein Andreas Ihle |              |
| Kayak               | 500 m kayak à quatre K4 (F)  | Fanny Fischer Nicole Reinhardt Katrin Wagner-Augustin Conny Wassmuth |              |
| Canoë-kayak slalom  | Kayak monoplace K1 (H)       | Alexander Grimm |              |
| Natation            | 100 m nage libre (F)         | Britta Steffen | 53 s 12 (RO) |
| Natation            | 50 m nage libre (F)          | Britta Steffen | 24 s 06 (RO) |
| Pentathlon moderne  | Pentathlon moderne (F)       | Lena Schöneborn |              |
| Triathlon           | Triathlon (H)                | Jan Frodeno |              |
| VTT                 | Cross-country (F)            | Sabine Spitz |              |

### Médailles d'argent
| Sport                   | Discipline                                      | Sportifs                                   | Performance |
| Médailles d'argent : 11 |                                                 |                                            |             |
| Athlétisme              | Lancer du javelot (F)                           | Christina Obergföll                        | 66,13 m     |
| Aviron                  | Deux de couple (F)                              | Annekatrin Thiele Christiane Huth          |             |
| Cyclisme sur piste      | Course aux points (H)                           | Roger Kluge                                |             |
| Équitation              | Dressage individuel                             | Isabell Werth                              |             |
| Gymnastique artistique  | Saut de cheval (F)                              | Oksana Chusovitina                         |             |
| Canoë-Kayak             | 500 m kayak biplace K2 (H)                      | Ronald Rauhe Tim Wieskotter                |             |
| Canoë-Kayak             | 1 000 m canoë biplace C2 (H)                    | Christian Gille Tomasz Wylenzek            |             |
| Lutte gréco-romaine     | Moins de 96 kg (H)                              | Mirko Englich                              |             |
| Plongeon                | Plongeon synchronisé Plateforme à 10 mètres (H) | Patrick Hausding Sascha Klein              | 450,42 pts  |
| Tennis de table         | Equipe (H)                                      | Timo Boll Dimitrij Ovtcharov Christian Süß |             |
| Tir                     | 25 m pistolet feu rapide (H)                    | Ralf Schumann                              |             |

### Médailles de bronze
| Sport                    | Discipline                              | Sportifs                                                             | Performance       |
| Médailles de bronze : 14 |                                         |                                                                      |                   |
| Aviron                   | 4 de couple (F)                         | Britta Oppelt Manuela Lutze Kathrin Boron Stephanie Schiller         |                   |
| Cyclisme sur piste       | Vitesse par équipes (H)                 | René Enders Maximilian Levy Stefan Nimke                             |                   |
| Équitation               | Dressage individuel                     | Heike Kemmer                                                         |                   |
| Football                 | Football (F)                            | Équipe d'Allemagne                                                   |                   |
| Gymnastique artistique   | Barre fixe (H)                          | Fabian Hambüchen                                                     |                   |
| Canoë-Kayak              | 1 000 m kayak à quatre K4 (H)           | Lutz Altepost Norman Brockl Torsten Eckbrett Bjorn Hogel Goldschmidt |                   |
| Canoë-Kayak              | 500 m kayak monoplace K1 (F)            | Katrin Wagner-Augustin                                               |                   |
| Canoë-Kayak              | 500 m canoë biplace C2 (H)              | Christian Gille Thomasz Wylenzek                                     |                   |
| Natation                 | Marathon 10 km (H)                      | Thomas Lurz                                                          | 1 h 51 min 53 s 6 |
| Plongeon                 | Plongeon synchronisé Tremplin à 3 m (F) | Ditte Kotzian Heike Fischer                                          | 318,90 pts        |
| Tir                      | 25 m pistolet feu rapide (H)            | Christian Reitz                                                      |                   |
| Tir                      | 25 m pistolet (F)                       | Munkhbayar Dorjsuren                                                 |                   |
| Tir                      | Skeet (F)                               | Christine Brinker                                                    |                   |
| Voile                    | 49er (F)                                | Jan Peter Peckolt Hannes Peckolt                                     |                   |

## Engagés allemands

### Athlétisme
| Hommes - 100 m : - Tobias Benjamin Unger | Femmes |

#### Hommes
| Epreuve               | Athlète            | Séries      | Séries | Quarts de finale | Quarts de finale | Demi-finales | Demi-finales | Finale       | Finale |
| Epreuve               | Athlète            | Résultat    | Rang   | Résultat         | Rang             | Résultat     | Rang         | Résultat     | Rang   |
| --------------------- | ------------------ | ----------- | ------ | ---------------- | ---------------- | ------------ | ------------ | ------------ | ------ |
| 100 mètres            | Tobias Unger       | 10.46       | 4e Q   | 10.36            | 7e               | -            | -            | -            | -      |
| 1 500 mètres          | Carsten Schlangen  | 3 min 36.34 | 6e Q   | NC               | NC               | 3 min 37.94  | 8e           | -            | -      |
| Relais 4 × 100 mètres | Tobias Unger       | 38.93       | 3e Q   | NC               | NC               | NC           | NC           | 38.58        | 4e     |
| Relais 4 × 100 mètres | Till Helmke        | 38.93       | 3e Q   | NC               | NC               | NC           | NC           | 38.58        | 4e     |
| Relais 4 × 100 mètres | Alexander Kosenkow | 38.93       | 3e Q   | NC               | NC               | NC           | NC           | 38.58        | 4e     |
| Relais 4 × 100 mètres | Martin Keller      | 38.93       | 3e Q   | NC               | NC               | NC           | NC           | 38.58        | 4e     |
| Relais 4 × 400 mètres | Simon Kirch        | 3 min 03.49 | 4e     | -                | -                | -            | -            | -            | -      |
| Relais 4 × 400 mètres | Kamghe Gaba        | 3 min 03.49 | 4e     | -                | -                | -            | -            | -            | -      |
| Relais 4 × 400 mètres | Ruwen Faller       | 3 min 03.49 | 4e     | -                | -                | -            | -            | -            | -      |
| Relais 4 × 400 mètres | Bastian Swillims   | 3 min 03.49 | 4e     | -                | -                | -            | -            | -            | -      |
| 20 km marche          | André Höhne        | NC          | NC     | NC               | NC               | NC           | NC           | 1h 23 min 13 | 25e    |
| 50 km marche          | André Höhne        | NC          | NC     | NC               | NC               | NC           | NC           | 3h 49 min 52 | 12e    |
| Saut en longueur      | Sebastian Bayer    | 7,77m       | 12e    | -                | -                | -            | -            | -            | -      |
| Saut en hauteur       | Raúl Spank         | 2,29m       | 3e Q   | NC               | NC               | NC           | NC           | 2,32m        | 5e     |
| Saut à la perche      | Tim Lobinger       | 5,55m       | 9e     | -                | -                | -            | -            | -            | -      |
| Saut à la perche      | Raphael Holzdeppe  | 5,65m       | 5e Q   | NC               | NC               | NC           | NC           | 5,60m        | 7e     |
| Saut à la perche      | Danny Ecker        | 5,65m       | 4e Q   | NC               | NC               | NC           | NC           | 5,70m        | 5e     |
| Lancer du poids       | Peter Sack         | 20,01m      | 7e     | -                | -                | -            | -            | -            | -      |
| Lancer du poids       | Ralf Bartels       | DNS         | /      | -                | -                | -            | -            | -            | -      |
| Lancer du disque      | Robert Harting     | 64,19m      | 5e Q   | NC               | NC               | NC           | NC           | 67,09m       | 4e     |
| Lancer du marteau     | Markus Esser       | 77,60m      | 3e Q   | NC               | NC               | NC           | NC           | 77,10m       | 9e     |
| Lancer du javelot     | Alexander Vieweg   | 67,49m      | 17e    | -                | -                | -            | -            | -            | -      |
| Lancer du javelot     | Stephan Steding    | 70,05m      | 17e    | -                | -                | -            | -            | -            | -      |
| Décathlon             | Arthur Abele       | NC          | NC     | NC               | NC               | NC           | NC           | Abandon      | /      |
| Décathlon             | Michael Schrader   | NC          | NC     | NC               | NC               | NC           | NC           | 8194 PTS     | 10e    |
| Décathlon             | André Niklaus      | NC          | NC     | NC               | NC               | NC           | NC           | 8220 PTS     | 8e     |

#### Femmes
| Épreuve               | Athlète               | Séries      | Séries | Quarts de finale | Quarts de finale | Demi-finales | Demi-finales | Finale       | Finale            |
| Épreuve               | Athlète               | Résultat    | Rang   | Résultat         | Rang             | Résultat     | Rang         | Résultat     | Rang              |
| --------------------- | --------------------- | ----------- | ------ | ---------------- | ---------------- | ------------ | ------------ | ------------ | ----------------- |
| 10 000 mètres         | Sabrina Mockenhaupt   | NC          | NC     | NC               | NC               | NC           | NC           | 31 min 22.18 | 14e               |
| Marathon              | Susanne Hahn          | NC          | NC     | NC               | NC               | NC           | NC           | 2h 38 min 31 | 52e               |
| Marathon              | Melanie Kraus         | NC          | NC     | NC               | NC               | NC           | NC           | 2h 35 min 17 | 38e               |
| 100 mètres haies      | Carolin Nytra         | 12.95       | 4e Q   | NC               | NC               | 12.99        | 7e           | -            | -                 |
| 3 000 mètres steeple  | Antje Möldner-Schmidt | 9 min 29.86 | 7e     | -                | -                | -            | -            | -            | -                 |
| Relais 4 × 100 mètres | Anne Mollinger        | 43.59       | 3e Q   | NC               | NC               | NC           | NC           | 43.28        | 4e                |
| Relais 4 × 100 mètres | Verena Sailer         | 43.59       | 3e Q   | NC               | NC               | NC           | NC           | 43.28        | 4e                |
| Relais 4 × 100 mètres | Cathleen Tschirch     | 43.59       | 3e Q   | NC               | NC               | NC           | NC           | 43.28        | 4e                |
| Relais 4 × 100 mètres | Marion Wagner         | 43.59       | 3e Q   | NC               | NC               | NC           | NC           | 43.28        | 4e                |
| Relais 4 × 400 mètres | Jonna Tilgner         | 3 min 25.55 | 4e Q   | NC               | NC               | NC           | NC           | 3 min 28.45  | 6e                |
| Relais 4 × 400 mètres | Sorina Nwachukwu      | 3 min 25.55 | 4e Q   | NC               | NC               | NC           | NC           | 3 min 28.45  | 6e                |
| Relais 4 × 400 mètres | Florence Ekpo-Umoh    | 3 min 25.55 | 4e Q   | NC               | NC               | NC           | NC           | 3 min 28.45  | 6e                |
| Relais 4 × 400 mètres | Claudia Hoffmann      | 3 min 25.55 | 4e Q   | NC               | NC               | NC           | NC           | 3 min 28.45  | 6e                |
| 20 km marche          | Melanie Seeger        | NC          | NC     | NC               | NC               | NC           | NC           | 1h 31 min 56 | 22e               |
| 20 km marche          | Sabine Zimmer         | NC          | NC     | NC               | NC               | NC           | NC           | 1h 30 min 19 | 14e               |
| Saut en hauteur       | Ariane Friedrich      | 1,93m       | 2e Q   | NC               | NC               | NC           | NC           | 1,96m        | 4e                |
| Saut à la perche      | Anastasija Reiberger  | 4,40m       | 8e     | -                | -                | -            | -            | -            | -                 |
| Saut à la perche      | Carolin Hingst        | 4,50m       | 6e Q   | NC               | NC               | NC           | NC           | 4,65m        | 6e                |
| Saut à la perche      | Silke Spiegelburg     | 4,50m       | 6e Q   | NC               | NC               | NC           | NC           | 4,65m        | 7e                |
| Lancer du poids       | Denise Hinrichs       | 18,36m      | 10e    | -                | -                | -            | -            | -            | -                 |
| Lancer du poids       | Nadine Kleinert       | 18,52m      | 5e Q   | NC               | NC               | NC           | NC           | 19,01m       | 5e                |
| Lancer du poids       | Christina Schwanitz   | 19,09m      | 4e Q   | NC               | NC               | NC           | NC           | 18,27m       | 9e                |
| Lancer du marteau     | Kathrin Klaas         | 67,54m      | 11e    | -                | -                | -            | -            | -            | -                 |
| Lancer du marteau     | Betty Heidler         | 71,51m      | 4e Q   | NC               | NC               | NC           | NC           | 70,06m       | 7e                |
| Lancer du javelot     | Christina Obergföll   | 67,52m      | 1er Q  | NC               | NC               | NC           | NC           | 66,13m       | Médaille d'argent |
| Lancer du javelot     | Steffi Nerius         | 63,94m      | 2e Q   | NC               | NC               | NC           | NC           | 65,29m       | 4e                |
| Lancer du javelot     | Katharina Molitor     | 60,92m      | 4e Q   | NC               | NC               | NC           | NC           | 59,64m       | 7e                |
| Heptathlon            | Sonja Kesselschläger  | NC          | NC     | NC               | NC               | NC           | NC           | 6140pts      | 16e               |
| Heptathlon            | Jennifer Oeser        | NC          | NC     | NC               | NC               | NC           | NC           | 6360pts      | 11e               |
| Heptathlon            | Lilli Schwarzkopf     | NC          | NC     | NC               | NC               | NC           | NC           | 6379pts      | 8e                |

### Aviron
| Hommes - Skiff : - Marcel Hacker - Deux de couple poids légers : - Samuel Beltz et Tom Gibson - Deux de couple : - Clemens Wenzel et Karsten Brodowski - Deux de couple poids légers : - Jonathan Koch et Manuel Brehmer - Quatre de couple : - Stephan Krüger, René Bertram, Hans Gruhne et Christian Schreiber - Quatre sans barreur : Gregor Hauffe, Toni Seifert, Urs Käufer et Philipp Adamsk - Quatre sans barreur poids légers : - Bastian Seibt, Jost Schömann-Finck, Jochen Kühner et Martin Kühner - Huit : - Florian Eichner, Sebastian Schmidt, Matthias Flach, Philipp Naruhn, Jochen Urban, Florian Mennigen, Kristof Wilke, Andreas Penkner et Peter Thiede | Femmes - Deux de couple poids légers : - Berit Carow, Marie-Louise Dräger et (Laura Tibitanzl remplaçante) - Deux de couple : - Christiane Huth et Annekatrin Thiele - Deux sans barreuse : - Maren Derlien et Lenka Wech - Quatre de couple : - Kathrin Boron, Manuela Lutze, Britta Oppelt, Stephanie Schiller et (Juliane Domscheit remplaçante) - Huit : - Christina Hennings, Katrin Reinert, Nina Wengert, Nadine Schmutzler, Kerstin Naumann, Magdalena Schmude, Nicole Zimmermann, Elke Hippler et Annina Ruppel |

| Athlète(s)                                                       | Compétition                      | Série         | Série | Quart de finale | Quart de finale | Demi-finale   | Demi-finale | Finale                 | Finale |
| Athlète(s)                                                       | Compétition                      | Temps         | Rang  | Temps           | Rang            | Temps         | Rang        | Temps                  | Rang   |
| ---------------------------------------------------------------- | -------------------------------- | ------------- | ----- | --------------- | --------------- | ------------- | ----------- | ---------------------- | ------ |
| Marcel Hacker                                                    | Skiff                            | 7 min 26 s 71 | 2e    | 6 min 48 s 85   | 1er             | 7 min 03 s 05 | 4e          | Finale B 7 min 07 s 82 | 1er    |
| Clemens Wenzel                                                   | Deux de couple                   | 6 min 29 s 60 | 3e    | NC              | NC              | 6 min 28 s 46 | 6e          | Finale B 6 min 28 s 46 | 6e     |
| Karsten Brodowski                                                | Deux de couple                   | 6 min 29 s 60 | 3e    | NC              | NC              | 6 min 28 s 46 | 6e          | Finale B 6 min 28 s 46 | 6e     |
| Jonathan Koch                                                    | Deux de couple poids légers      | 6 min 21 s 99 | 3e    | 6 min 41 s 48   | 1er             | 6 min 37 s 07 | 4e          | -                      | -      |
| Manuel Brehmer                                                   | Deux de couple poids légers      | 6 min 21 s 99 | 3e    | 6 min 41 s 48   | 1er             | 6 min 37 s 07 | 4e          | -                      | -      |
| Stephan Krüger René Bertram Hans Gruhne Christian Schreiber      | Quatre de couple                 | 5 min 43 s 48 | 2e    | NC              | NC              | 5 min 53 s 56 | 3e          | 5 min 50 s 96          | 6e     |
| Tom Lehmann                                                      | Deux sans barreur                | 6 min 48 s 60 | 3e    | NC              | NC              | 6 min 37 s 26 | 3e          | Finale A 6 min 47 s 40 | 4e     |
| Felix Drahotta                                                   | Deux sans barreur                | 6 min 48 s 60 | 3e    | NC              | NC              | 6 min 37 s 26 | 3e          | Finale A 6 min 47 s 40 | 4e     |
| Hauffe Seifert kaeufer Filip Adamski                             | Quatre sans barreur              | 6 min 00 s 95 | 2e    | NC              | NC              | 5 min 58 s 72 | 3e          | Finale A 6 min 19 s 63 | 6e     |
| Bastian Seibt Jost Schömann-Finck Jochen Kühner Martin Kühner    | Quatre sans barreur poids légers | 5 min 50 s 16 | 1er   | NC              | NC              | -             | -           | -                      | -      |
| Eichner Schmidt Flach Naruhn Urban Mennigen Wilke Penkner Thiede | Huit                             | 5 min 37 s 56 | 4e    | 5 min 47 s 05   | 6e              | NC            | NC          | Finale B 5 min 36 s 89 | 2e     |

### Badminton
| Hommes - Simple : - Marc Zwiebler | Femmes - Simple : - Juliane Schenk - Huaiwen Xu | Mixte - Double : - Kristof Hopp et Birgit Overzier |

| Épreuve      | Athlète         | 32éme de Finale               | 16éme de Finale               | Huitième de Finale                | Quarts de finale | Demi-finales | Finale   |
| Épreuve      | Athlète         | Résultat                      | Résultat                      | Résultat                          | Résultat         | Résultat     | Résultat |
| ------------ | --------------- | ----------------------------- | ----------------------------- | --------------------------------- | ---------------- | ------------ | -------- |
| Simple       | Marc Zwiebler   | Evans 2-1 (21/18-18/21-21/19) | Smith 2-1 (16/21-21/13-21/17) | Lee Hyunil 0-2 (13/21-11/21)      | -                | -            | -        |
| Double mixte | Kristof Hopp    | NC                            | NC                            | Limpele/Marissa 0-2 (12/21-12/21) | -                | -            | -        |
| Double mixte | Birgit Overzier | NC                            | NC                            | Limpele/Marissa 0-2 (12/21-12/21) | -                | -            | -        |

### Basket-ball
L'équipe masculine s'est qualifiée lors du Tournoi préolympique de basket-ball 2008 en juillet 2008 en Grèce.
| Hommes - - Patrick Femerling - Robert Garrett - Demond Greene - Steffen Hamann - Jan-Hendrik Jagla - Chris Kaman - Dirk Nowitzki - Tim Ohlbrecht - Pascal Roller - Sven Schultze - Konrad Wysocki - Philip Zwiener |

| Épreuve          | Phase de groupes      | Phase de groupes    | Phase de groupes      | Phase de groupes    | Phase de groupes          | Quart de Finale     | Demi-finale         | Finale / MB         | Rang |
| Épreuve          | Adversaire Résultat   | Adversaire Résultat | Adversaire Résultat   | Adversaire Résultat | Adversaire Résultat       | Adversaire Résultat | Adversaire Résultat | Adversaire Résultat | Rang |
| ---------------- | --------------------- | ------------------- | --------------------- | ------------------- | ------------------------- | ------------------- | ------------------- | ------------------- | ---- |
| Tournoi masculin | Angola Victoire 95-66 | Grèce Défaite 64-87 | Espagne Défaite 59-72 | Chine Défaite 55-59 | États-Unis Défaite 57-106 | -                   | -                   | -                   | 10e  |

### Boxe
Hommes
- 51–54 kg :
  - Rustamhodza Rahimov
- 54–57 kg :
  - Wilhelm Gratschow
- 64–69 kg :
- Jack Culcay Keth
- 69–75 kg :
  - Konstantin Buga

| Athlète            | Catégorie             | 16e de finale          | 8e de finale        | Quart de finale     | Demi-finale         | Finale              |
| Athlète            | Catégorie             | Adversaire Résultat    | Adversaire Résultat | Adversaire Résultat | Adversaire Résultat | Adversaire Résultat |
| ------------------ | --------------------- | ---------------------- | ------------------- | ------------------- | ------------------- | ------------------- |
| Rustam Rahimov     | Poids coqs (-54Kg)    | Tajibayev Défaite 2-11 | -                   | -                   | -                   | -                   |
| Wilhelm Gratschow  | Poids plumes (-57Kg)  | Alaa Défaite 5-14      | -                   | -                   | -                   | -                   |
| Jack Robert Culcay | Poids welters (-69Kg) | Kim Défaite 11-11+     | -                   | -                   | -                   | -                   |
| Konstantin Buga    | Poids moyens (-75Kg)  | Gongora Défaite 7-14   | -                   | -                   | -                   | -                   |

### Canoë-Kayak
| Hommes - - Jan Benzien (C1) - Alexander Grimm (K1) - Felix Michel, Sebastian Piesig (C2) | - Femme : - Jennifer Bongardt (K1) |

#### Course en ligne
| Hommes - Jonas Em K-1 - 500 m - Max Hoff K-1 1 000 m - Ronald Rauhe K-2 - 500 m - Tim Wieskötter K-2 - 500 m - Martin Hollstein K-2 - 1 000 m - Andreas Ihle K-2 - 1 000 m - Lutz Altepost K-4 1 000 m - Norman Bröckl K-4 1 000 m - Torsten Eckbrett K-4 1 000 m - Björn Goldschmidt K-4 1 000 m - Andreas Dittmer C-1 500 m, C-1 1 000 m - Christian Gille C-2 500 m, C-1 1 000 m - Tomasz Wylenzek C-2 500 m, C-1 1 000 m | Femmes - Katrin Wagner-Augustin K-1 - 500 m - , K-4 - 500 m - Fanny Fischer K-2 - 500 m, K-4 - 500 m - Nicole Reinhardt K-2 500 m, K-4 - 500 m - Carolin Leonhardt K-4 - 500 m |

| Athlète           | Compétition | Éliminatoires  | Éliminatoires | Demi-finales   | Demi-finales | Finale A       | Finale A           |
| Athlète           | Compétition | Temps          | Rang          | Temps          | Rang         | Temps          | Rang               |
| ----------------- | ----------- | -------------- | ------------- | -------------- | ------------ | -------------- | ------------------ |
| Jonas Ems         | K1 500m     | 1 min 38 s 819 | 2e            | 1 min 44 s 717 | 6e           | -              | -                  |
| Max Hoff          | K1 1000m    | 3 min 30 s 316 | 3e            | 3 min 32 s 847 | 1er          | 3 min 29 s 391 | 5e                 |
| Ronald Rauhe      | K2 500m     | 1 min 28 s 736 | 1er           | NC             | NC           | 1 min 28 s 827 | Médaille d'argent  |
| Tim Wieskötter    | K2 500m     | 1 min 28 s 736 | 1er           | NC             | NC           | 1 min 28 s 827 | Médaille d'argent  |
| Martin Hollstein  | K2 1000m    | 3 min 15 s 987 | 1er           | NC             | NC           | 3 min 11 s 809 | Médaille d'or      |
| Andreas Ihle      | K2 1000m    | 3 min 15 s 987 | 1er           | NC             | NC           | 3 min 11 s 809 | Médaille d'or      |
| Lutz Altepost     | K4 1000m    | 2 min 57 s 148 | 1er           | NC             | NC           | 2 min 56 s 676 | Médaille de bronze |
| Norman Bröckl     | K4 1000m    | 2 min 57 s 148 | 1er           | NC             | NC           | 2 min 56 s 676 | Médaille de bronze |
| Torsten Eckbrett  | K4 1000m    | 2 min 57 s 148 | 1er           | NC             | NC           | 2 min 56 s 676 | Médaille de bronze |
| Björn Goldschmidt | K4 1000m    | 2 min 57 s 148 | 1er           | NC             | NC           | 2 min 56 s 676 | Médaille de bronze |
| Andreas Dittmer   | C1 500m     | 1 min 49 s 527 | 4e            | 1 min 53 s 182 | 4e           | -              | -                  |
| Andreas Dittmer   | C1 1000m    | 4 min 00 s 505 | 2e            | 3 min 58 s 595 | 2e           | 3 min 57 s 894 | 8e                 |
| Christian Gille   | C2 500m     | 1 min 41 s 513 | 1er           | NC             | NC           | 1 min 41 s 964 | Médaille de bronze |
| Tomasz Wylenzek   | C2 500m     | 1 min 41 s 513 | 1er           | NC             | NC           | 1 min 41 s 964 | Médaille de bronze |
| Christian Gille   | C2 1000m    | 3 min 40 s 939 | 1er           | NC             | NC           | 3 min 36 s 588 | Médaille d'argent  |
| Tomasz Wylenzek   | C2 1000m    | 3 min 40 s 939 | 1er           | NC             | NC           | 3 min 36 s 588 | Médaille d'argent  |

| Athlète           | Compétition | Éliminatoires | Éliminatoires | Demi-finales | Demi-finales | Finale A   | Finale A      |
| Athlète           | Compétition | Temps         | Rang          | Temps        | Rang         | Temps      | Rang          |
| ----------------- | ----------- | ------------- | ------------- | ------------ | ------------ | ---------- | ------------- |
| Alexander Grimm   | K1          | 169.26 pts    | 4e            | 87.31 pts    | 4e           | 171.7 pts  | Médaille d'or |
| Jan Benzien       | C1          | 170.50 pts    | 2e            | 95.15 pts    | 12e          | -          | -             |
| Felix Michel      | C2          | 192.37 pts    | 5e            | 94.38 pts    | 1er          | 204.43 pts | 6e            |
| Sebastian Piersig | C2          | 192.37 pts    | 5e            | 94.38 pts    | 1er          | 204.43 pts | 6e            |

### Cyclisme

#### Route
| Hommes | Femmes |

| Athlète           | Compétition      | Temps         | Rang |
| ----------------- | ---------------- | ------------- | ---- |
| Fabian Wegmann    | Course en ligne  | 6 h 26 min 17 | 20e  |
| Stefan Schumacher | Contre-la-montre | DSQ           | /    |
| Bert Grabsch      | Contre-la-montre | 1 h 05 min 26 | 13e  |

#### Piste
| Hommes - Carsten Bergemann (vitesse, keirin) - René Enders (vitesse, keirin) - Robert Förstemann (vitesse, keirin) - Roger Kluge (course aux points, madison) - Maximilian Levy (vitesse, keirin) - Stefan Nimke (vitesse, keirin) - Olaf Pollack (course aux points, madison) | Femmes - Anette Jooß |

| Athlète           | Compétition | 1er round | Repêchage | Demi-Finales | Finale |
| Athlète           | Compétition | Rang      | Rang      | Rang         | Rang   |
| ----------------- | ----------- | --------- | --------- | ------------ | ------ |
| Carsten Bergemann | Keirin      | 2e        | NC        | 3e           | 5e     |
| Maximilian Levy   | Keirin      | 7e        | 2e        | -            | -      |

| Athlète         | Compétition                    | Qualification        | Qualification | 1/16 de finale (Repêchage)      | 1/8 de finale (Repêchage)       | Quart de finale                 | Demi-finale                     | Finale                          | Finale |
| Athlète         | Compétition                    | Temps Vitesse (km/h) | Rang          | Adversaire Temps Vitesse (km/h) | Adversaire Temps Vitesse (km/h) | Adversaire Temps Vitesse (km/h) | Adversaire Temps Vitesse (km/h) | Adversaire Temps Vitesse (km/h) | Rang   |
| --------------- | ------------------------------ | -------------------- | ------------- | ------------------------------- | ------------------------------- | ------------------------------- | ------------------------------- | ------------------------------- | ------ |
| Stefan Nimke    | Vitesse individuelle masculine | 10 s 064             | 3e            | Zhang Victoire 10.828           | Mulder Défaite                  | -                               | -                               | -                               | -      |
| Maximilian Levy | Vitesse individuelle masculine | 10 s 199             | 6e            | Mulder Victoire 10.840          | Bayley Victoire 10.763          | Mulder Victoire 10.689          | Kenny Défaite                   | Bourgain Défaite                | 4e     |

| Athlète         | Compétition         | Qualification        | Qualification | Demi-finale                     | Finale                          | Finale             |
| Athlète         | Compétition         | Temps Vitesse (km/h) | Rang          | Adversaire Temps Vitesse (km/h) | Adversaire Temps Vitesse (km/h) | Rang               |
| --------------- | ------------------- | -------------------- | ------------- | ------------------------------- | ------------------------------- | ------------------ |
| René Enders     | Vitesse par équipes | 44 s 197             | 3e            | Japon Victoire 43 s 699         | 44 s 014                        | Médaille de bronze |
| Maximilian Levy | Vitesse par équipes | 44 s 197             | 3e            | Japon Victoire 43 s 699         | 44 s 014                        | Médaille de bronze |
| Stefan Nimke    | Vitesse par équipes | 44 s 197             | 3e            | Japon Victoire 43 s 699         | 44 s 014                        | Médaille de bronze |

| Athlète      | Compétition           | Points | Rang              |
| ------------ | --------------------- | ------ | ----------------- |
| Roger Kluge  | Course aux points     | 58     | Médaille d'argent |
| Roger Kluge  | Course à l'américaine | 15     | 5e                |
| Olaf Pollack | Course à l'américaine | 15     | 5e                |

#### VTT
| Hommes - Manuel Fumic - Wolfram Kurschat - Moritz Milatz | Femmes - Sabine Spitz - Adelheid Morath |

| Athlète       | Compétition              | Temps           | Rang |
| ------------- | ------------------------ | --------------- | ---- |
| Manuel Fumic  | Cross-country VTT hommes | 2 h 01 min 16 s | 11e  |
| Moritz Milatz | Cross-country VTT hommes | 2 h 02 min 59 s | 16e  |

#### BMX
| Hommes | Femmes |

### Escrime
| Hommes - fleuret - Peter Joppich - Benjamin Kleibrink - sabre - Nicolas Limbach | Femmes - fleuret - Carolin Golubytskyi (individuelle et par équipes) - Katja Wächter (individuelle et par équipes) - Anja Schache (individuelle et par équipes) - Melanie Wolgast (par équipes) - sabre - Alexandra Bujdoso - épée - Imke Duplitzer - Britta Heidemann |

### Football
L'équipe féminine est qualifiée grâce à sa victoire dans la Coupe du monde 2007
| Femmes - Nadine Angerer - Fatmire Bajramaj - Saskia Bartusiak - Melanie Behringer - Linda Bresonik - Kerstin Garefrekes - Ariane Hingst - Ursula Holl - Annike Krahn - Simone Laudehr - Renate Lingor - Anja Mittag - Célia Okoyino da Mbabi - Babett Peter - Conny Pohlers - Birgit Prinz - Sandra Smisek - Kerstin Stegemann |

### Gymnastique
| Hommes - Thomas Andergassen - Philipp Boy - Fabian Hambüchen - Robert Juckel - Marcel Nguyen - Eugen Spiridonov | Femmes - Katja Abel - Daria Bijak - Anja Brinker - Oksana Chusovitina - Marie-Sophie Hindermann - Joeline Möbius |

### Haltérophilie
| Hommes - -69 kg : Artyom Shaloyan - -94 kg : Jürgen Spiess - +105 kg : Marc Steiner - +105 kg : Almir Velagic | Femmes - -53 kg : Julia Rohde |

### Handball
L'équipe masculine est qualifiée en tant que championne du monde 2007.
L'équipe féminine a obtenu sa place grâce à sa victoire lors d'un des trois Tournois de qualification olympique.
| Hommes - Johannes Bitter - Henning Fritz - Holger Glandorf - Pascal Hens - Torsten Jansen - Lars Kaufmann - Florian Kehrmann - Dominik Klein - Andrej Klimovets - Oliver Köhrmann - Michael Kraus - Oliver Roggisch - Christian Schwarzer - Christian Zeitz | Femmes - Anja Althaus - Maren Baumbach - Sabine Englert - Nadine Härdter - Mandy Hering - Grit Jurack - Nadine Krause - Anna Loerper - Stefanie Melbeck - Anne Müller - Sabrina Neukamp - Laura Steinbach - Nina Wörz - Clara Woltering |

### Hockey sur gazon
| Hommes - Sebastian Biederlack - Moritz Fürste - Tobias Hauke - Florian Keller - Oliver Korn - Niklas Meinert - Maximilian Müller - Carlos Nevado - Max Weinhold - Tibor Weißenborn - Benjamin Weß - Timo Weß - Philip Witte - Matthias Witthaus - Christopher Zeller - Philipp Zeller | Femmes - Tina Bachmann - Janine Beermann - Pia Eidmann - Mandy Haase - Martina Heinlein - Eileen Hoffmann - Natascha Keller - Anke Kühn - Julia Müller - Janne Müller-Wieland - Kristina Joana Reynolds - Fanny Rinne - Marion Rodewald - Katharina-Isabel Scholz - Christina Schütze - Maike Stöckel |

### Judo
| Hommes - 73–81 kg : Ole Bischof - 81–90 kg : Michael Pinske - 90–100 kg : Benjamin Behrla - + 100 kg : Andreas Tölzer | Femmes - 48 kg : Michaela Baschin - 48–52 kg : Romy Tarangul - 52–57 kg : Yvonne Bönisch - 57–63 kg : Anna von Harnier - 70–78 kg : Heide Wollert - + 78 kg : Sandra Köppen-Zuckschwerdt |

### Lutte
| Hommes - Lutte Gréco-Romaine 66 kg : Markus Thätner - Lutte Gréco-Romaine 74 kg : Konstantin Schneider - Lutte Gréco-Romaine 96 kg : Mirko Englich - Lutte Libre 84 kg : David Bichinashvili - Lutte Libre 96 kg : Stefan Kehrer | Femmes - 48 kg : Alexandra Engelhardt - 72 kg : Anita Schätzle |

### Sports aquatiques

#### Natation
| Hommes - 50 m nage libre - Rafed El-Masri - Steffen Deibler - 100 m nage libre - Steffen Deibler - 200 m nage libre - Paul Biedermann - Steffen Deibler - 400 m nage libre - Paul Biedermann - Christian Kubusch - 100 m dos - Helge Meeuw - Thomas Rupprath - 100 m papillon - Thomas Rupprath - Benjamin Starke - 200 m papillon - Helge Meeuw - 4 x 100 m nage libre - Steffen Deibler, Paul Biedermann, Jens Schreiber, Lars Conrad, Markus Deibler - 4 x 200 m nage libre - Paul Biedermann, Steffen Deibler, Benjamin Starke, Stefan Herbst | Femmes - 50 m nage libre - Britta Steffen - 100 m nage libre - Britta Steffen - 200 m nage libre - Petra Dallmann - Annika Lurz - 800 m nage libre - Jaana Ehmke - 100 m brasse - Sarah Poewe - Sonja Schöber - 200 m brasse - Sarah Poewe - 100 m papillon - Daniela Samulski - 200 m 4 nages - Sonja Schöber - Katharina Schiller - 400 m 4 nages - Nicole Hetzer - 4 x 100 m nage libre - Britta Steffen, Petra Dallmann, Antje Buschschulte, Daniela Götz - 4 x 200 m nage libre - Annika Lurz, Petra Dallmann, Meike Freitag, Lisa Vitting - 4 x 100 m 4nage - Christin Zenner, Sarah Poewe, Daniela Samulski, Britta Steffen |

#### Nage en eau libre
| Hommes - Thomas Lurz (10kmr) | Femmes - Angela Maurer (10kmr) |

### Pentathlon moderne
- Duo
  - Myriam Glez
  - Erika Leal-Ramirez

- par équipes
  - Myriam Glez
  - Erika Leal-Ramirez
  - Eloise Amberger
  - Coral Bentley
  - Sarah Bombell
  - Tamika Domrow
  - Tarren Otte
  - Samantha Reid
  - Bethany Walsh

### Taekwondo
| Hommes - -58 kg : Levent Tuncat - -68 kg : Daniel Manz | Femmes - -49 kg : Sümmeye Gülec - -67 kg : Helena Fromm |

### Tennis
| Hommes - Simples - doubles | Femmes |

### Tennis de table
| Hommes - doubles | Femmes |

### Triathlon
| Hommes - Jan Frodeno - Christian Prochnow - Daniel Unger | Femmes - Anja Dittmer - Ricarda Lisk - Christiane Pilz |

### Volley-ball
L'équipe masculine s'est qualifiée en remportant l'un des trois Tournois mondiaux 2008 de qualification olympique
| Hommes - Björn Andrae - Ralph Bergmann - Marcus Böhme - Frank Dehne - Stefan Hübner - Thomas Kröger - Robert Kromm - Christian Pampel - Marcus Popp - Jochen Schöps - Mark Siebeck - Simon Tischer |

- Beach-volley

| Hommes - Christoph Dieckmann/Julius Brink - David Klemperer/Eric Koreng | Femmes - Sara Goller/Laura Ludwig - Stephanie Pohl (de)/Okka Rau |

### Water polo
| Hommes | Femmes |